# Frisbee ai Giochi mondiali 2025
Le competizioni di frisbee ai Giochi mondiali 2025 si sono svolte dall'8 al 16 agosto 2025 a Chengdu, in Cina.

## Podi
| Specialità           | Oro         | Argento   | Bronzo   |
| Disc golf (dettagli) | Stati Uniti | Finlandia | Lettonia |
| Ultimate (dettagli)  | Stati Uniti | Canada    | Francia  |

## Medagliere
| Posiz. | Nazione     | Oro | Argento | Bronzo | Totale |
| ------ | ----------- | --- | ------- | ------ | ------ |
| 1      | Stati Uniti | 2   | 0       | 0      | 0      |
| 2      | Finlandia   | 0   | 1       | 0      | 1      |
| 2      | Canada      | 0   | 1       | 0      | 1      |
| 4      | Lettonia    | 0   | 0       | 1      | 1      |
| 4      | Francia     | 0   | 0       | 1      | 1      |
| Totale | Totale      | 2   | 2       | 2      | 6      |